# Platylimnobia
Platylimnobia is een geslacht van steltmuggen (Limoniidae). Het geslacht telt vijf soorten en komt voor in Zuid-Afrika.

## Soorten
- P. barnardi Alexander, 1917
- P. brinckiana Alexander, 1964
- P. montana Wood, 1952
- P. pseudopumila Wood, 1952
- P. pumila Alexander, 1921